# Fábio Paím
Fábio Miguel Malheiro Paím (* 15. února 1988, Estoril) je profesionální portugalský fotbalista s angolskými kořeny, momentálně bez angažmá.
Měří 1,76 m a váží 66 kg. Hraje na pozici křídelníka. Nosí číslo 7. Má sourozence Diogo Paíma, který se také věnuje fotbalu.

## Klubová kariéra
Pozn.: → šipka znamená hostování
- Barcelona 2007–2010 [2]
- →  CD Olivais e Moscavide 2007
- →  CD Trofense 2007
- →  FC Paços de Ferreira 2008 [2]
- →  Chelsea FC 2008 [2]
- →  Rio Ave FC 2009
- →  Real Sport Clube 2009–2010
- SCU Torreense 2010
- CD Primeiro de Agosto 2011–2012
- →  Benfica de Luanda 2012
- CF Benfica 2012 [3]
- AD Oliveirense 2013
- Mosta FC 2014–2015
- FK Nevėžis 2015
- Union 05 Kayl-Tétange 2015[4]

## Reprezentační kariéra
- 2003 Portugalsko U16
- 2004–2005 Portugalsko U17
- 2006 Portugalsko U18
- 2006–2007 Portugalsko U19
- 2007–2008 Portugalsko
- 2008 Portugalsko U21